# ستيوارت روبرتسون (موزع)
ستيوارت روبرتسون (بالإنجليزية: Stewart Robertson)‏ هو موزع بريطاني، ولد في 22 مايو 1948 في غلاسكو في المملكة المتحدة.

## وصلات خارجية
- ستيوارت روبرتسون على موقع ميوزك برينز (الإنجليزية)